# 平賀マリカ
平賀 マリカ（ひらが マリカ、英語: Marica Hiraga、5月31日 - ）は、日本のジャズ・シンガー。東京都出身。

## 来歴
1977年、駒澤短期大学英文科卒業。駒澤大学文学部英米文学科に編入学し卒業。大学では軽音楽サークルに所属。
大学在学中にジャズボーカルをマーサ三宅に師事。OL時代、マーサ三宅の勧めでアマチュア・アジア音楽祭予選に出場、1位となり日本代表に。1981年、香港で開催されたアマチュア・アジア音楽祭本選で金賞を受賞、その後プロ入り。ボイストレーニングを伊藤君子に師事。その後ニューヨークにてジャムセッション、ボーカルレッスンを経て帰国。
2001年、自身初のフル・スタンダード・ジャズ・アルバム『My Shining Hour』（マイ・シャイニング・アワー）をインディーズレーベルからリリース。ピアノトリオに4トロンボーンセクションを駆使したアレンジでスタンダードを歌うアルバムは話題を呼び、『スイングジャーナル』誌上で女性ボーカルCDセールストップ10入りを果たす。
2003年度第19回日本ジャズヴォーカル賞 優秀歌唱賞を受賞。2004年4月、中野坂上ハーモニーホールにて受賞記念コンサートを開催。
2006年にエリック・アレキサンダー（英語版） (sax)、ハロルド・メイバーン（英語版） (p) トリオとの共演アルバム『フェイス』がスイングジャーナル選定ゴールドディスクを獲得。
2007年に『クロース・トゥ・バカラック』でデビット・マシューズ (p, arr) 率いるマンハッタン・ジャズ・クインテットと共演。新たなバカラック・スタンダードとして高い評価を受け、国内制作のボーカルアルバムとしては最高の栄誉である第41回スイングジャーナル主催ジャズ・ディスク大賞ボーカル賞を受賞。
2008年、ボサノヴァ誕生50周年のメモリアル・アルバムとして『バトゥカーダ〜ジャズン・ボッサ〜』を発表。マルコス・ヴァリや、マイケル・フランクスとデュエット。現代3大アルト・サックス・プレイヤーと言われるフィル・ウッズ 、ケニー・ギャレット、パキート・デリヴェラ、さらにランディ・ブレッカー (tp) と共演。
2009年に『シング・ワンス・モア〜ディア・カーペンターズ〜』を発表。2作ともジャズ・ディスク大賞ボーカル賞を受賞。史上初となる同賞3年連続受賞を達成。
2011年2月、『MONA LISA～TRIBUTE TO NAT KING COLE～』をリリース。ナット・キング・コールの代表曲に加え、書き下ろし曲を収録。マーク・ホイットフィールド（G）、デヴィッド・ヘイゼルタイン（Pf）他が参加。
2012年、『シングス・ウィズ・ザ・デューク・エリントン・オーケストラ』をリリース。デューク・エリントン楽団と共演。夏には台北インターナショナル・ジャズフェスティバルに招聘され出演。
2015年、ヘンリー・マンシーニとジョニー・マンデル（英語版）のオリジナルを再構成した『マンデルシーニ』を発表。
ホールコンサート、ジャズ・フェスティバル、ラジオパーソナリティ、音楽専門誌上でのルポ執筆等、多岐に渡る活動を展開する日本のジャズシーンを代表する実力派ヴォーカリスト。
歌手、作曲家、音楽プロデューサーの大澤誉志幸は、大学で同じ軽音楽サークル「駒澤フォーク村愛好会」の洋楽グループであった。「どこかでジャズを習えないか」という平賀の問いに、大澤が「ジャズボーカル教室を知ってる」と即答、マーサ三宅の教室を紹介した。

## 受賞
- 2003年 第19回日本ジャズヴォーカル賞 優秀歌唱賞（ジャズワールド主催）
- 2007年 第41回ジャズ・ディスク大賞 ヴォーカル賞（スイングジャーナル主催）[13]
- 2008年 第42回ジャズ・ディスク大賞 ヴォーカル賞（スイングジャーナル主催）[14]
- 2009年 第43回ジャズ・ディスク大賞 ヴォーカル賞（スイングジャーナル主催）※3年連続[15][16]
- 2009年 第25回日本ジャズヴォーカル賞 大賞（ジャズワールド主催）[17]

## ディスコグラフィー

### アルバム
- 『My Shining Hour』2001.10.14
  - 1. イッツ・オールライト・ウィズ・ミー　2. 虹の彼方に　3. マイ・シャイニング・アワー　4. ジス・ウィル・メイク・ユー・ラフ　5. ビューティフル・ラヴ　6. サマータイム　7. リトル・ガール・ブルー　8. ブロードウエイ　9. ミスティ
- 『Faith』2006.9.6《スイングジャーナル選定ゴールドディスク》
  - 1. My favortie things　2. Blue skies～In walked Bud　3. Bluesette　4. Take five　5. Smoke gets in your eyes　6. A foggy day　7. Until we love　8. Cinnamon and clove　9. Everything must change　10. Take the 'A'train　11. The second time around
- 『My Shining Hour』2007.5.23 ※リマスタリング

- 『Close to Bacharach』2007.6.20
  - 1. 雨にぬれても　2. サンホセへの道　3. アルフィー　4. ルック・オブ・ラブ　5. 世界は愛を求めている　6. クロース・トゥ・ユー(遥かなる影)　7. ワイブズ・アンド・ラバーズ(素晴らしき恋人たち)　8. ア・ハウス・イズ・ノット・ア・ホーム　9. アーサーズ・テーマ(ニューヨーク・シティ・セレナーデ)　10. ゴッド・ギブ・ミー・ストレングス　11. 恋よさようなら　12. ジズ・ガイズ　　13. 愛のハーモニー
- 『モア・ロマンス』2008.5.21
  - 1. サニー　2. ムーンライト・セレナーデ　3. ドント・ノウ・ホワイ　4. ユー・ビー・ソー・ナイス・トゥー・カム・ホーム・トゥー　5. アイム・イン・ザ・ムード・フォー・ラブ　6. マイ・ロマンス　7. マイ・ラブ　8. ラブ・イズ・ヒア・トゥ・ステイ　9. フィーヴァー　10. ホワッツ・ニュー　11. レイトリー　12. エヴリシング
- 『Batucada〜Jazz'n Bossa〜』2008.11.19
  - 1. Batucada　2. Girl From Ipanema(Garota De Ipanema)　3. Mas Que Nada　4. Bridges (Travessia)　5. One Note Samba (Samba De Uma Nota So)　6. Antonio's Song　7. The Gift (Recado Bossa Nova)　8. Love Dance　9. Wave　10. Like A Lover (O Cantador)　11. Tristeza　12. So Many Stars　13. The Soundless Song
- 『Sing Once More〜Dear Carpenters〜』2009.11.25
  - 1. ふたりの誓い　2. トップ・オブ・ザ・ワールド　3. 青春の輝き　4. ジャンバラヤ　5. クロース・トゥ・ユー(遥かなる影)　6. シング　7. 愛のプレリュード　8. 涙の乗車券　9. イエスタデイ・ワンス・モア　10. スーパースター　11. 愛にさよならを　12. 雨の日と月曜日は
- 『MONA LISA ～TRIBUTE TO NAT KING COLE～』2011.2.16
  - 1. MONA LISA　2. ALMOST LIKE BEING IN LOVE　3. I LOVE YOU FOR SENTIMENTAL REASONS　4. IT’S ONLY A PAPER MOON　5. LOVE　6. STARDUST　7. ROUTE 66　8. CANDY　9. SMILE　10. FLY ME TO THE MOON　11. UNFORGETTABLE　12. FAR CALL(ENGLISH)
- 『Sings With The Duke Ellington Orchestra』2012.4.25
  - 1. アイム・ビギニング・トゥ・シー・ザ・ライト　2. ドロップ・ミー・オフ・イン・ハーレム　3. スウィングしなけりゃ意味ないね　4. ソリチュード　5. キャラバン　6. イン・ア・メロウ・トーン　7. アイ・ディドント・ノウ・アバウト・ユー　8. アイム・ゴナ・ゴー・フィッシン　9. イン・ナ・センティメンタル・ムード　10. ジャスト・ア・シッティン・アンド・ア・ロッキン　11. A列車で行こう　12. ダンス・イン・ハーレム
- 『Close to Bacharach Special Edition』2015.4.8[18]
  - 1. 雨にぬれても　2. サンホセへの道　3. アルフィー　4. ルック・オブ・ラブ　5. ホワット・ザ・ワールド・ニーズ・ナウ・イズ・ラヴ　6. クロース・トゥ・ユー(遥かなる影)　7. ワイブズ・アンド・ラバーズ　8. ア・ハウス・イズ・ナット・ア・ホーム　9. アーサーズ・テーマ(ニューヨーク・シティー・セレナーデ)　10. ゴッド・ギブ・ミー・ストレングス　11. 恋よさようなら　13. 愛のハーモニー　14. ホワット・ザ・ワールド・ニーズ・ナウ・イズ・ラヴ [LIVE]　15. クロース・トゥ・ユー(遥かなる影) [LIVE]　16. 雨にぬれても [LIVE]
- 『Mandelcini』（マンデルシーニ） 2015.4.8[19]
  - 1. Moon River　2. Two for the Road　3. Cinnamon & Clove　4. Emily　5. Charade　6. A Time for Love　7. Moment to Moment　8. The Shadow of Your Smile　9. Close Enough For Love　10. Days of Wine and Roses　11. Loss of Love (Sunflower)　12. Dear Heart
- 『Vintage』2017.7.26 [20][21]
  - 1. April in Paris　2. So in love　3. Everything happens to me 4. Angel eyes　5. As time goes by　6. September in the rain　7. Golden earrings　8. I loves you Porgy　9. On the sunny side of the street　10. When you wish upon a star　11. Cheek to cheek　12. Good morning heartacke
- 『Joia』2020.5.13[22]
  - 1. Yesterdays　2. Prelude To A Kiss　4. Nica's Dream　5. I'll Be Seeing You　6. Sway (Quien Sera)　7. Hallelujah　8. Quando Quando Quando　9. The Joker　10. Calling You　11. Have You Ever Seen The Rain　12. That's All

### LPレコード
1. 『海月 JELLY FISH』2022年10月5日　87年ニューウェーヴ・ジャズアルバム初LP復刻（笹路正徳(ex.マライア)によるサウンドプロデュース）

- A面1. 扉　2. Crazy Bout’ Love　3. The Dangerous　4. Astrud　5. 隕石の雨
- B面1. My Cup Is Empty (So’s My Head)　2. Angel In The Night　3. Jumping Without Thinking　4. くらげ　5. Temptation

### DVD
1. 『Emotion Live at STB139』2013.7.24

1. Raindrops Keep Fallin' on my Head　2. The Gift　3. My Favorite Things　4. Unforgettable　5. How High the Moon　
6. Arthur's Theme ～Drop Me off in Harlem ～New York State of Mind ～ Broadway～ New York,New York　7. Close to You　8. 星影の小径　9. Far Call　10. Caravan　11. In a Sentimental Mood　12. Tristeza　13. Sunny

## メディア出演

### テレビ
- 金曜バラエティー「マンハッタン・ジャズ・クインテット 平賀マリカ ジャズがやって来た！ニューヨークの薫り」（2009年9月4日、NHK）[23]
- 魅惑のスタンダードポップス（2010年1月30日、NHK BS2） - 共演：つのだ☆ひろ、新妻聖子、中西圭三、Rina、知念里奈、masumi、中川晃教。特別ゲスト：上條恒彦、大山のぶ代[24]。